# スロヴェンスキー・ポインター
スロヴェンスキー・ポインター（英：Slovensky Pointer）は、スロバキア原産のポインター犬種である。別名はスロバキアン・ワイアーヘアード・ポインター（英：Slovakian Wire-haired Pointer）、スロヴェンスキー・ポインティング・グリフォン（英：Slovensky Pointing Griffon）、スロヴェンスキー・フルボルスティ・オハル（英：Slovensky Hruborsty Ohar）。

## 歴史
1950年代に作出が開始された犬種である。まずチェスキー・フォーセクにジャーマン・ワイアーヘアード・ポインターを交配させ、その交配種とロングヘアード・ワイマラナー（通常のワイマラナーという説もある）を掛け合わせて改良を加え、最後に微調整としてプードルポインターの血を少し加えて完成された。
主にポインターとして獲物を嗅覚で探し、ポイントし、回収するのに使われる。森林で傷ついた（若しくは意図的に傷をつけた）獲物の血のにおいを追跡し、発見するとポインティングを行って主人に知らせる。主人が犬のポインティングを確認すると、その方向へ向けて獲物を猟銃で仕留め、それを本種が回収して猟が完了する。又、猟犬としてだけでなく、スイスでは山岳救助犬や捜索犬としても使われている。優れた嗅覚を生かして、遭難者や遺体を捜すために活躍している。
1983年にFCIに公認犬種として登録されたが、原産国以外ではほとんど飼育されておらず、きわめて稀な存在である。スイスではほぼ全個体が救助犬・捜索犬として飼育されているため、一般の人の手には渡っていない。仔犬を入手できるのはスロバキアだけである。

## 特徴
ぼさぼさとした硬く銀色のロングコートが印象的な犬種である。コートは厚く二重構造になっているため、防寒性が非常に高い。顎鬚や口髭、眉毛もふさふさしてる。毛色はシルバーの単色、若しくはシルバー・アンド・ブラックなど。この「シルバー」はワイマラナーと同じ色で、それよりも若干輝きは劣るが、美しく銀色に輝く。夏は日焼けにより毛色は茶色がかってしまうが、冬には再びその輝きを取り戻す。筋肉質の引き締まった体つきで、脚が長く足腰が丈夫である。マズルは短め。耳は大きな垂れ耳、尾は垂れ尾だが半分の長さに断尾されることもある。体高56〜68cm、体重25〜35kgの大型犬で、性格は従順で知的である。しつけの飲み込みが早く、状況判断力も優れているため、仕事の最中などに何かが起こった際もすばやく対応することが出来る。主人家族に対しては人懐こいが、その他の人に対しては慣れるまで距離を置いて接する。然し、救助犬として訓練された犬はその限りではなく、誰に対しても人懐こい。運動量は多く、かかりやすい病
気は大型犬にありがちな股関節形成不全、関節炎、コートが目に入って起こりやすい眼疾患、地肌が蒸れて起こりやすい皮膚疾患などがある。